# Glynis Nunn
Glynis Leanne Nunn, z domu Saunders (ur. 4 grudnia 1960 w Toowoomba) – australijska lekkoatletka, wieloboistka, pierwsza w historii mistrzyni olimpijska w siedmioboju (Los Angeles 1984). Medalistka Orderu Australii (1985).

## Sukcesy sportowe
- pięciokrotna mistrzyni Australii w biegu na 100 metrów przez płotki – 1982, 1983, 1984, 1985, 1986
- pięciokrotna mistrzyni Australii w wieloboju – 1978, 1980, 1981, 1982, 1984[2]

| Rok  | Miasto      | Zawody                     | Konkurencja                             | Wynik                             |
| ---- | ----------- | -------------------------- | --------------------------------------- | --------------------------------- |
| 1982 | Brisbane    | igrzyska Wspólnoty Narodów | siedmiobój                              | złoty medal                       |
| 1983 | Helsinki    | mistrzostwa świata         | siedmiobój                              | 7. miejsce                        |
| 1984 | Los Angeles | igrzyska olimpijskie       | siedmiobój bieg na 100 m ppł skok w dal | złoty medal 5. miejsce 7. miejsce |
| 1986 | Edynburg    | igrzyska Wspólnoty Narodów | bieg na 100 m ppł                       | brązowy medal                     |

## Rekordy życiowe
| Dystans                      | Wynik   | Miasto i data          |
| ---------------------------- | ------- | ---------------------- |
| siedmiobój                   | 6390    | Los Angeles 04/08/1984 |
| bieg na 200 m                | 24,02   | Helsinki 08/08/1983    |
| bieg na 800 m                | 2:10,96 | Helsinki 09/08/1983    |
| bieg na 100 m przez płotki   | 13,14   | Los Angeles 10/08/1984 |
| skok wzwyż                   | 1,74    | Helsinki 08/08/1983    |
| skok w dal                   | 6,45    | Los Angeles 09/08/1984 |
| pchnięcie kulą               | 12,98   | Helsinki 08/08/1983    |
| rzut oszczepem (stary model) | 32,64   | Helsinki 09/08/1983    |